# Whitehall (Londyn)
Whitehall – ulica w Londynie (City of Westminster) odchodząca w kierunku północnym od Parliament Square i wiodąca ku Trafalgar Square. Wokół skupione są budynki rządowe, w związku z tym słowo Whitehall używane jest często jako synonim angielskiego rządu i administracji, oraz instytucji z nimi związanych. Jedną z bocznych uliczek odchodzących od Whitehall jest Downing Street z siedzibami brytyjskiego premiera i Kanclerza Skarbu.
Instytucje przy Whitehall:
- Admiralicja
- Horse Guards
- Ministry of Defence (Ministerstwo Obrony)
- Scotland Office, Wales Office i Northern Ireland Office
- Cabinet Office
- Foreign Office
- HM Treasury
- Siedziba Scotland Yardu

## Zagadka Whitehall
2 października 1888 roku odnaleziono tutaj pozbawiony głowy i kończyn tors kobiety. Zagadka nigdy nie została rozwiązana, choć o morderstwo podejrzewano Kubę Rozpruwacza.